# کوراچوو
کوراچوو (به لاتین: Kurachevo) یک منطقهٔ مسکونی در روسیه است که در باشقیرستان واقع شده‌است.